# 楠格哈尔省
楠格哈尔省位於阿富汗東部中間，與喀布爾省、庫納爾省、拉格曼省、洛加爾省等省份及巴基斯坦相鄰。
1. ↑  . IDLG. 9 February 2019  [15 May 2018]. （原始内容存档于2020-11-29） （英语）.